# Гренбі (Колорадо)
Гренбі (англ. Granby) — місто (англ. town) в США, в окрузі Гранд штату Колорадо. Населення — 2079 осіб (2020).

## Географія
Гренбі розташоване за координатами 40°3′55″ пн. ш. 105°55′8″ зх. д. / 40.06528° пн. ш. 105.91889° зх. д. (40.065146, -105.918976).  За даними Бюро перепису населення США в 2010 році місто мало площу 33,06 км², уся площа — суходіл.

### Клімат
Місто знаходиться у зоні, котра характеризується континентальним субарктичним кліматом. Найтепліший місяць — липень із середньою температурою 14.4 °C (58 °F). Найхолодніший місяць — січень, із середньою температурою -10 °С (14 °F).
| Клімат Гренбі           | Клімат Гренбі | Клімат Гренбі | Клімат Гренбі | Клімат Гренбі | Клімат Гренбі | Клімат Гренбі | Клімат Гренбі | Клімат Гренбі | Клімат Гренбі | Клімат Гренбі | Клімат Гренбі | Клімат Гренбі | Клімат Гренбі |
| Показник                | Січ.          | Лют.          | Бер.          | Квіт.         | Трав.         | Черв.         | Лип.          | Серп.         | Вер.          | Жовт.         | Лист.         | Груд.         | Рік           |
| Абсолютний максимум, °C | 9             | 11            | 13            | 19            | 24            | 31            | 30            | 27            | 26            | 21            | 14            | 8             | 31            |
| Середній максимум, °C   | −2            | 0             | 2             | 8             | 15            | 20            | 23            | 22            | 20            | 13            | 4             | −1            | 10            |
| Середня температура, °C | −9            | −8            | −5            | 1             | 7             | 11            | 14            | 13            | 10            | 4             | −3            | −8            | 5             |
| Середній мінімум, °C    | −17           | −17           | −12           | −6            | −1            | 2             | 5             | 4             | 0             | −4            | −10           | −15           | −6            |
| Абсолютний мінімум, °C  | −38           | −40           | −29           | −22           | −9            | −5            | −2            | −3            | −10           | −15           | −28           | −34           | −40           |
| Норма опадів, мм        | 20            | 20            | 30            | 20            | 30            | 30            | 30            | 40            | 20            | 10            | 20            | 30            | 360           |
| Днів з дощем            | 3             | 2             | 3             | 3             | 3             | 2             | 3             | 3             | 2             | 1             | 2             | 3             | 35            |
| ----------------------- | ------------- | ------------- | ------------- | ------------- | ------------- | ------------- | ------------- | ------------- | ------------- | ------------- | ------------- | ------------- | ------------- |
| Джерело: Weatherbase    |               |               |               |               |               |               |               |               |               |               |               |               |               |

## Демографія
Згідно з переписом 2010 року, у місті мешкали 1864 особи в 778 домогосподарствах у складі 495 родин. Густота населення становила 56 осіб/км².  Було 1531 помешкання (46/км²).
Расовий склад населення:
| - 91,2 % — білих - 0,9 % — чорних або афроамериканців - 0,9 % — азіатів - 0,5 % — корінних американців - 0,1 % — вихідців з тихоокеанських островів - 5,0 % — осіб інших рас |

До двох чи більше рас належало 1,4 %. Частка іспаномовних становила 9,8 % від усіх жителів.
За віковим діапазоном населення розподілялося таким чином: 24,8 % — особи молодші 18 років, 67,9 % — особи у віці 18—64 років, 7,3 % — особи у віці 65 років та старші. Медіана віку мешканця становила 38,0 року. На 100 осіб жіночої статі у місті припадало 105,5 чоловіків;  на 100 жінок у віці від 18 років та старших — 106,6 чоловіків також старших 18 років.
Середній дохід на одне домашнє господарство  становив 65 770 доларів США (медіана — 50 125), а середній дохід на одну сім'ю — 73 416 доларів (медіана — 67 639). Медіана доходів становила 41 223 долари для чоловіків та 30 369 доларів для жінок. За межею бідності перебувало 10,7 % осіб, у тому числі 22,1 % дітей у віці до 18 років та 11,3 % осіб у віці 65 років та старших.
Цивільне працевлаштоване населення становило 1124 особи. Основні галузі зайнятості: освіта, охорона здоров'я та соціальна допомога — 18,8 %, мистецтво, розваги та відпочинок — 16,6 %, будівництво — 14,4 %.